# Markgrafschaft Coligny
Die Herrschaft Coligny-le-Vieil – im Besitz der Familie Coligny – lag im Revermont (heute die Départements Ain und Jura) und hatte den Ort Coligny als Zentrum. Coligny-le-Vieil war Bestandteil des alten Fürstentums Coligny (Principauté de Coligny oder Souveraineté du Revermont). Sie wurde zur Markgrafschaft Coligny erhoben.
In feudaler Zeit gehört Coligny-le-Vieil zur Freigrafschaft Burgund, wurde somit erst unter Ludwig XIV. französisch.
1617 wurde Coligny-le-Vieil von Erzherzog Albrecht VII. von Österreich zugunsten von Charles de Coligny (1564–1632), dem von Gaspard II. de Coligny, Admiral von Frankreich, zur Markgrafschaft Coligny erhoben. 

## Markgrafen von Coligny
- Charles de Coligny, Markgraf von Coligny (1564–1632), Sohn von Gaspard II. de Coligny
- Clériadus de Coligny, Markgraf von Coligny (ca. 1578–1644), dessen Vetter, der Coligny-le-Vieil erwarb.
- Barbe de Coligny, Markgräfin von Coligny, dessen Tochter, Ehefrau von Gilbert V. de Langheac
- Gilbert VI. de Langheac, Markgraf von Coligny, deren Sohn
- Roger de Langheac, Markgraf von Coligny, dessen Sohn
- Élisabeth Charlotte Curie, Ehefrau von Leopold Eberhard von Württemberg, gefürsteter Graf von Mömpelgard, Graf von Coligny (1670–1723), Sohn von Anne de Coligny und Herzog Georg II. von Württemberg-Mömpelgard; 1719 erhielt sie von Roger de Langheac die Markgrafschaft Coligny.
- Anne Élisabeth von Sandersleben, Enkelin von Leopold-Eberhard von Württemberg, Ehefrau von
- Thomas de Pillot de Chenecey, Markgraf und Graf von Coligny

Durch diese Ehe wurden die beiden Herrschaften Coligny-le-Neuf und Coligny-le-Vieil wiedervereint. 
- Charles Ignace de Pillot de Chenecey, Graf und Markgraf von Coligny (1761–1799), dessen Sohn
- Charles François Emmanuel de Pillot de Chenecey, Graf und Markgraf von Coligny (1781–1852), dessen Sohn